# KF Shqiponja
Der KF Shqiponja (albanisch kurz für Klubi Futbollistik Shqiponja Pejë) ist ein kosovarischer Fußballverein mit Sitz in Peja, der im Jahr 1999 gegründet wurde. Die Mannschaftsfarben sind schwarz und rot.

## Geschichte
In der Saison 2007/08 spielte der Klub noch in der Raiffeisen Superliga, nach dem Abstieg jedoch in der Saison 2008/09 nur noch in der Liga e Parë (1. Liga). Dort folgte ein weiterer Abstieg in die drittklassige Liga e Dytë (2. Liga). Seit der Saison 2019/20 spielt der Verein in der Gruppe B der Liga e Tretë (3. Liga). 